# PKP EU44 sorozat
A PKP EU44 sorozat egy lengyel Bo'Bo' tengelyelrendezésű három áramnemű villamosmozdony-sorozat, mely a Siemens AG EuroSprinter családba tartozik. A PKP összesen 10 db-ot rendelt a sorozatból 2008 augusztusában, melyek 2010 nyarán érkeztek meg Lengyelországba. A mozdonyok a PKP Intercityhez kerültek, ahol kezdetben belföldön, majd később Németország, Csehország és Ausztria felé közlekednek.

## Sebességrekord
Az egyik új PKP EU44 235 km/h sebességével új lengyel mozdonyos sebességrekordot állított fel 2009. május 27-én Psary és Góra Włodowska között. A Taurusok nemzetközi rekordja a 2006-os 357 km/h-s sebesség. Ebben az időszakban az EU próbálta Lengyelországot megvédeni attól, hogy túl drága, 250 km/h-s vonatokat vásároljon, mivel úgy gondolta, hogy a közeljövőben erre alkalmas pálya építése nem várható.